# Дакор
Дакор (англ. Dakor, гудж. ડાકોર) — город в округе Кхеда в индийском штате Гуджарат. Расположен примерно в 90 км от Вадодары и Ахмедабада. Средняя высота над уровнем моря — 49 метров. По переписи 2001 года, население Дакора составляло 23 784 чел. Средний уровень грамотности населения составлял 76 %.
Дакор известен своим храмом Кришны, в котором установлено для поклонения божество Кришны-Ранчора. В дни полнолуния в город приезжает множество индуистских паломников, желающих получить даршан божества. С особым размахом в Дакоре празднуется фестиваль Холи.